# Lens-Lestang
Lens-Lestang är en kommun i departementet Drôme i regionen Auvergne-Rhône-Alpes i sydöstra Frankrike. Kommunen ligger i kantonen Le Grand-Serre som tillhör arrondissementet Valence. År 2022 hade Lens-Lestang 885 invånare.

## Befolkningsutveckling
Antalet invånare i kommunen Lens-Lestang
Referens:INSEE